# 欧洲红瑞木

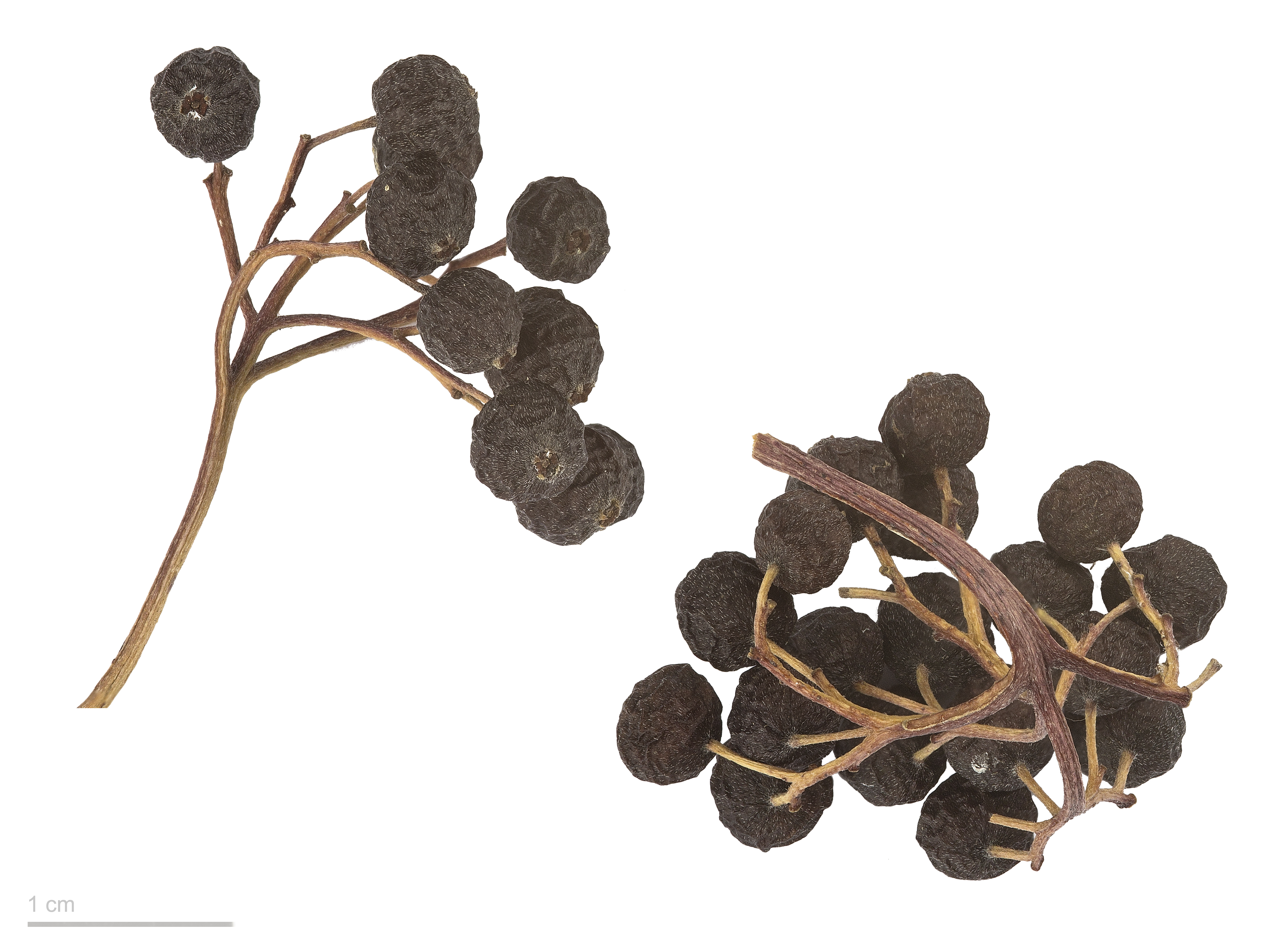
Cornus sanguinea

欧洲红瑞木（学名：Swida sanguinea），为山茱萸科梾木属下的一个种。

## 扩展阅读
維基物種上的相關：欧洲红瑞木